# Ян Вопат
Ян Вопат (чеськ. Jan Vopat, нар. 22 березня 1973, Мост) — чеський хокеїст, що грав на позиції захисника. Грав за збірну команду Чехії. Брав участь у зимових Олімпійських іграх у 1994 році в Ліллегаммері. Його молодший брат — Роман Вопат, також був гравцем НХЛ. Ян Вопат тримає рекорд єдиного гравця НХЛ, що змінив 7 ігрових номерів за рік.

## Ігрова кар'єра
Професійну хокейну кар'єру розпочав 1990 року.
1992 року був обраний на драфті НХЛ під 57-м загальним номером командою «Гартфорд Вейлерс».
Протягом професійної клубної ігрової кар'єри, що тривала 11 років, захищав кольори команд «Літвінов», «Фінікс Роудраннерс», «Юта Гріззліс», «Мілвокі Едміралс», «Лос-Анджелес Кінгс» та «Нашвілл Предаторс».
Загалом провів 128 матчів у НХЛ, включаючи 2 гри плей-оф Кубка Стенлі.
У складі збірної Чехії провів 43 матчі (1 закинута шайба).